# Championnat d'Europe de football des moins de 19 ans 2008
Le Championnat d'Europe de football des moins de 19 ans 2008 est un tournoi de football qui se tient en République tchèque, du 14 au 26 juillet.

## Qualifications
Il y avait 52 équipes engagées en phase de qualification.

### Qualifiés
- Tchéquie
- Bulgarie
- Hongrie
- Espagne
- Allemagne
- Grèce
- Italie
- Angleterre

## Phase finale
Stades
- FK Viktoria Stadion (Prague )
- Na Litavce (Příbram )
- Stadion města Plzně (Plzeň )
- Stadion u Nisy (Liberec )
- Stadion Střelnice (Jablonec nad Nisou )
- Městský Stadion (Mladá Boleslav )

### Groupe A
| Équipe    | Pts | J | G | N | P | BP | BC |
| --------- | --- | - | - | - | - | -- | -- |
| Allemagne | 9   | 3 | 3 | 0 | 0 | 7  | 2  |
| Hongrie   | 6   | 3 | 2 | 0 | 1 | 3  | 2  |
| Espagne   | 3   | 3 | 1 | 0 | 2 | 5  | 3  |
| Bulgarie  | 0   | 3 | 0 | 0 | 3 | 0  | 8  |

### Groupe B
| Équipe     | Pts | J | G | N | P | BP | BC |
| ---------- | --- | - | - | - | - | -- | -- |
| Italie     | 5   | 3 | 1 | 2 | 0 | 5  | 4  |
| Tchéquie   | 4   | 3 | 1 | 1 | 1 | 5  | 4  |
| Angleterre | 4   | 3 | 1 | 1 | 1 | 3  | 2  |
| Grèce      | 2   | 3 | 0 | 2 | 1 | 1  | 4  |

### Demi-finales
- Italie 1-0  Hongrie (stade de Pilsen)
- Tchéquie 1-2 a. p.  Allemagne (stade de Mladá Boleslav)

### Finale
- Italie 1-3  Allemagne (stade du Stadion Střelnice)
- Buteurs  : Italie  : Silvano Raggio Garibaldi ; Allemagne  : Lars Bender , Richard Sukuta-Pasu , Timo Gebhart

### Buteurs
Le meilleur buteur était Tomáš Necid avec 4 buts.